# アスラー
アスラー (ドイツ語: Aßlar, [ˈaslar]) は、ドイツ連邦共和国ヘッセン州ギーセン行政管区のラーン＝ディル郡の市である。

## 地理

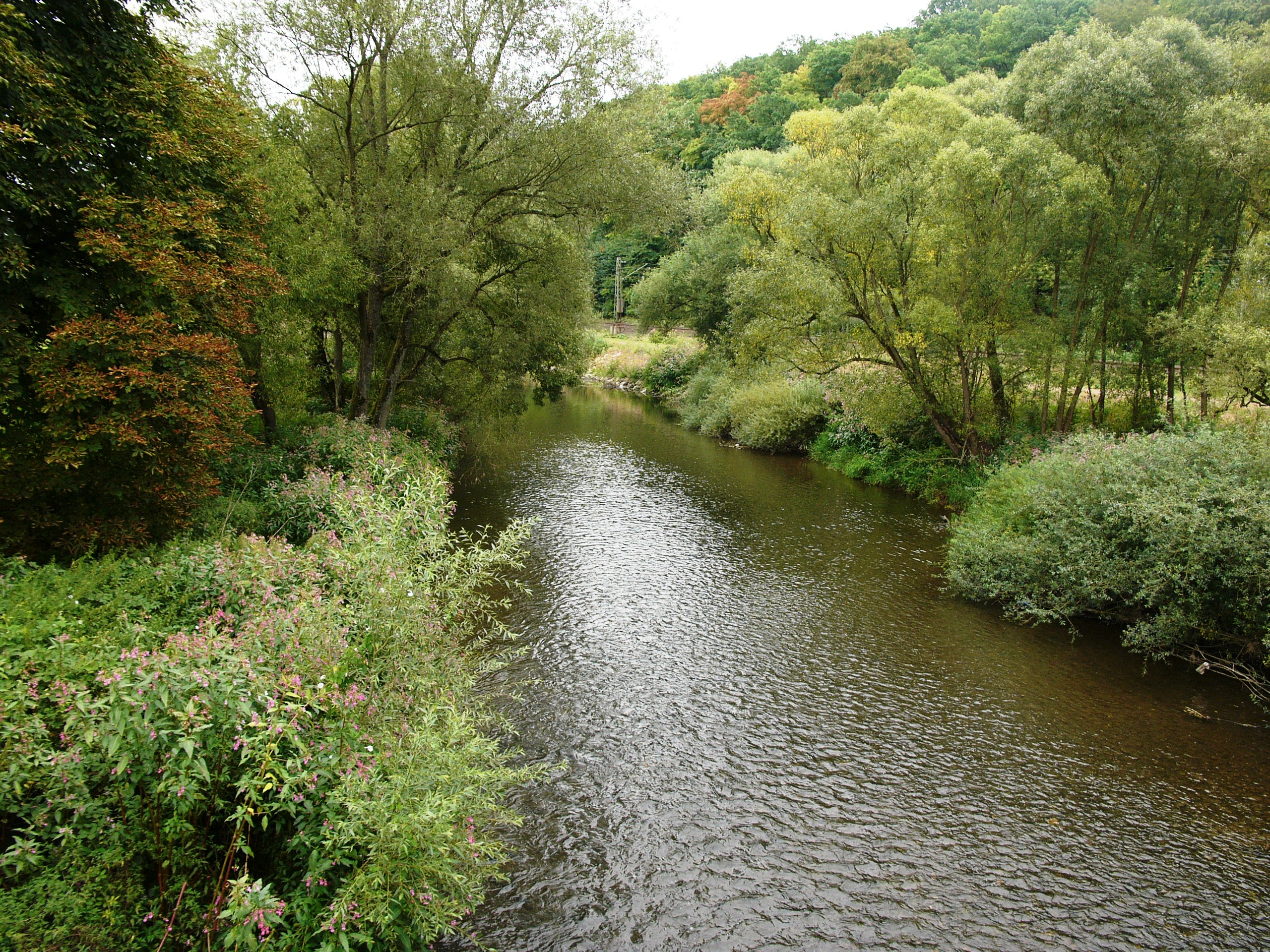
ベルクハウゼンとヴェールドルフの間のディル川

### 位置
アスラーはオーバーヴェスターヴァルト（ヴェスターヴァルト、西部）がクロフドルフ＝ヘーニヒスベルクの森やヘレ山（グラーデンバッハ山地）に接するディル川の谷（ウンテレス・ディルタール）に位置する。ディル川は隣のヴェッツラーでラーン川に合流する。
対角線法による地理上のラーンディル郡の中心が、ベルクハウゼン市区の南西にある。

### 地質学
中核市区とヴェールドルフ市区はディルタールの船状盆地の底に位置している。残りの市区はレムプタール（オーバーレムプ、ベルモル）または、ラーン＝ディル山地の高台（ベルクハウゼン、ベヒリンゲン）に位置している。

### 隣接する市町村
アスラーは、北はミッテンアールおよびホーエンアール、南東はヴェッツラー、南はゾルムス、西はエーリングスハウゼン（いずれもラーン＝ディル郡）と境を接している。

### 市区
- アスラー（クライン＝アルテンシュテッテンを含む）
- ベヒリンゲン
- ベルクハウゼン
- ベルモル
- オーバーレムプ
- ヴェールドルフ

## 歴史

### 最初の発展
アスラーは782年/783年にロルシュ文書の寄進状に初めて記録されている。この文書には、マルク・アスラー (in Aslare marca) はラーンガウに (in pago Logenehe) に位置していると記述されている。
ほかの多くの集落と同じように、アスラーは川沿いのいくつかの大農場から発展し、第一次世界大戦前の工業化で人口約 5万人に成長し、ディル川の対岸に位置するクライン＝アルテンシュテッテン集落と合併して町を形成した。クライン＝アルテンシュテッテンは、何度も独立しようと試みたが、アスラーから分離されたことは1度もない。

### 戦後
第二次世界大戦後約1,500人の郷土を逐われた人々を受け容れ、1971年12月31日にベヒリンゲン、ベルクハウゼン、ベルモル、オーバーレムプを合併してアスラーの人口はかなり増加した。ヘッセンの地域再編に伴い州法に従ってなされた1977年1月1日にヴェールドルフ合併によってアスラーは面積約 4,400 ha、人口約 13,700人に拡大した。アスラーへの都市権授与は1978年11月16日になされた。

### 強盗
アスラー出身の、ルムペン＝ヨストで知られる強盗ヨハン・ユストゥス・ディーツは、1813年3月24日にギーセンで逮捕された。

### 領邦と行政機構
アスラーが属した領邦および行政機構を以下に列記する。
- 1806年以前: 神聖ローマ帝国、ゾルムス＝ブラウンフェルス侯領（ドイツ語版、英語版）ゾルムス伯部分アムト・グライフェンシュタイン
- 1806年から: ナッサウ公国アムト・グライフェンシュタイン
- 1816年から: プロイセン王国ライン州（ドイツ語版、英語版）コブレンツ県（ドイツ語版、英語版）ブラウンフェルス郡
- 1822年から: 北ドイツ連邦プロイセン王国ライン州コブレンツ県ヴェッツラー郡
- 1871年から: ドイツ国プロイセン王国ライン州コブレンツ県ヴェッツラー郡
- 1918年から: ドイツ国プロイセン自由州ライン州コブレンツ県ヴェッツラー郡
- 1932年から: ドイツ国プロイセン自由州ヘッセン＝ナッサウ州（ドイツ語版、英語版）ヴィースバーデン県ヴェッツラー郡
- 1945年から: アメリカ管理地区（ドイツ語版）グロース＝ヘッセン（ドイツ語版、英語版）、ヴィースバーデン行政管区ヴェッツラー郡
- 1949年から: ドイツ連邦共和国ヘッセン州ヴィースバーデン行政管区ヴェッツラー郡
- 1968年から: ドイツ連邦共和国ヘッセン州ダルムシュタット行政管区ヴェッツラー郡
- 1977年から: ドイツ連邦共和国ヘッセン州ダルムシュタット行政管区ラーン＝ディル郡
- 1981年から: ドイツ連邦共和国ヘッセン州ギーセン行政管区ラーン＝ディル郡

### 宗教

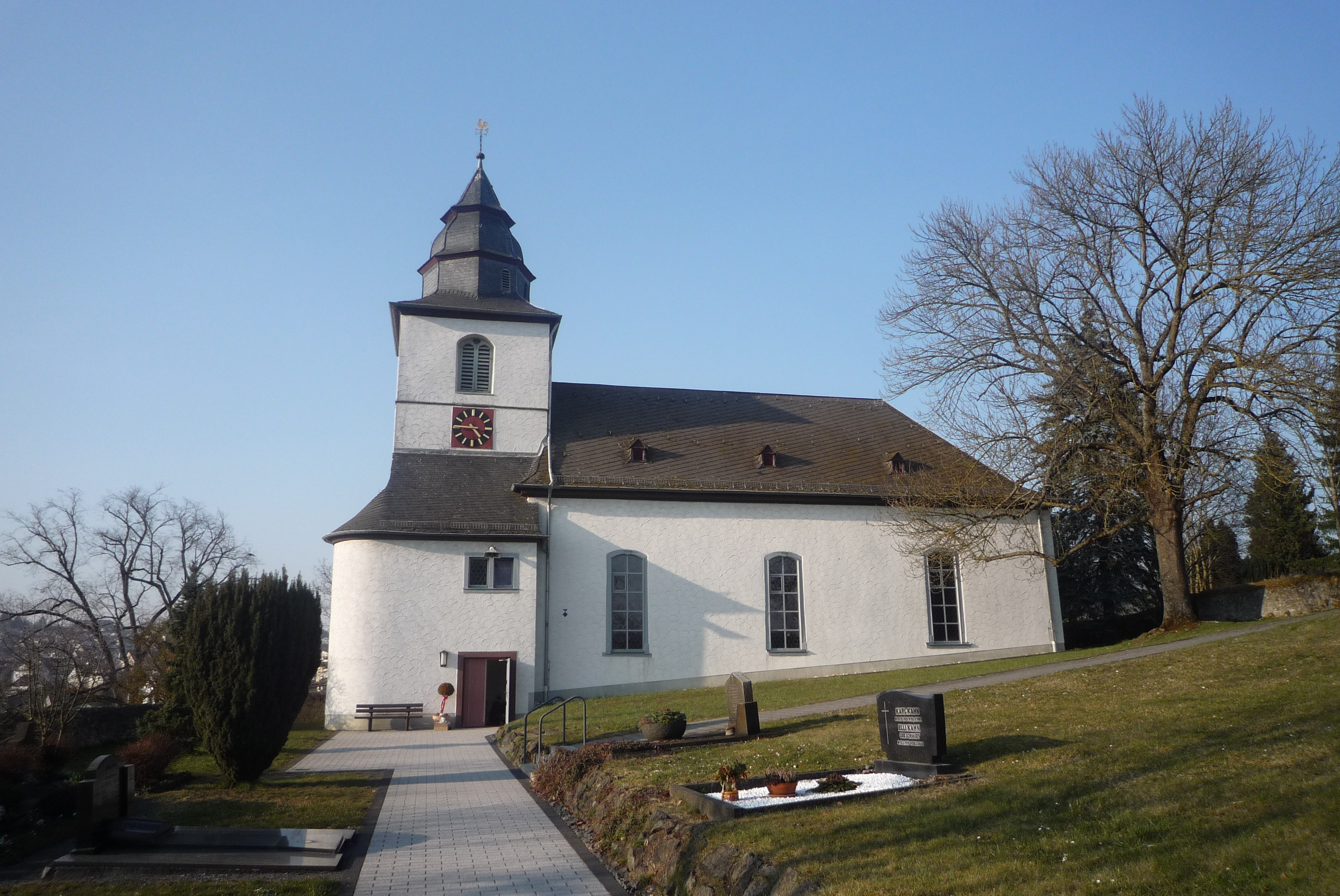
アスラーの福音主義教区教会

#### 福音主義教会
アスラー福音教会は、アスラーで最大の宗教組織である。アスラーは、周辺地域と同様に、福音主義の街である。福音組織は日曜日ごとにアスラーの福音主義教会で礼拝を行っている。

#### 自由福音主義教会
ベヒリンゲン市区とベルモル市区にはそれぞれ自由福音教会組織がある（FeG ベヒリンゲンとFeGアルテンキルヒェン＝ベルモル）。この組織は、多彩な組織プログラムをすべての世代のために提供している。自由福音教会組織は福音主義自由教会連合 (VEF) に属しており、キリスト教会作業共同体 (ACK) のゲスト会員である。

#### クリスト・ケーニヒ・カトリック教会
かつてのアスラー・クリスト・ケーニヒ・カトリック教会は約 2,000人の信者を擁し、クライン＝アルテンシュテッテンを含むアスラー、ヴェールドルフ、ベルクハウゼン、ベヒリンゲンを管轄していたが、現在はビーバータールの聖アンナ教区の教会となっている。

## 行政

### 議会
アスラーの市議会は、37議席で構成されている。

### 首長
2019年6月3日の市長選挙決選投票で、クリスティアン・シュヴァルツが 62.5 % の票を獲得して新たな市長に選出された。

### 紋章
図柄: 上下二分割。下部はさらに金地と赤地に左右に分割。上部は青地で、伸び上がり赤い舌と爪で威嚇する銀の獅子。下部は、向かって左は直立した赤い菱形、向かって右は直立した金のヘーゼルナッツ。
この町の紋章と旗の使用許可は1959年と1960年にヘッセン州政府によりなされた。紋章の配色と図柄は主に、中世を通じてアスラー周辺の生活を支配したゾルムス伯とビッケン家（その紋章は獅子と菱形の意匠であった）に由来する。紋章下部のヘーゼルナッツ (Haselnuss) は、地名の成立を説明するものである。すなわち "Haselare" に基づく。これは先史時代にハシバミの枝で囲んだ聖域を意味している。教会建設に際してその記念碑が建立された。この記念碑は現在もここにあり、毎週福音主義の礼拝で祝福される。

### 姉妹都市
アスラー市は以下の都市と姉妹都市協定を結んでいる
- サン＝タンブロワ (ガール県)（フランス語版、英語版）（フランス、ガール県）1966年
- ユーターボク（ドイツ語版、英語版）（ドイツ、ブランデンブルク州）1991年

2001年10月、アスラー市に大きな栄誉が与えられた。ヨーロッパ内の通信分野における市の貢献に対して、欧州評議会はアスラー市にヨーロッパの旗を授与した。

## 文化と見所

### 博物館
- ヴェールドルフ城館内の郷土史博物館[13]
- ベルクハウゼン地下の見学坑道フォルトゥナ坑[14]
- 見学坑道の近くにあるフォルトゥナ坑の坑内軌道博物館

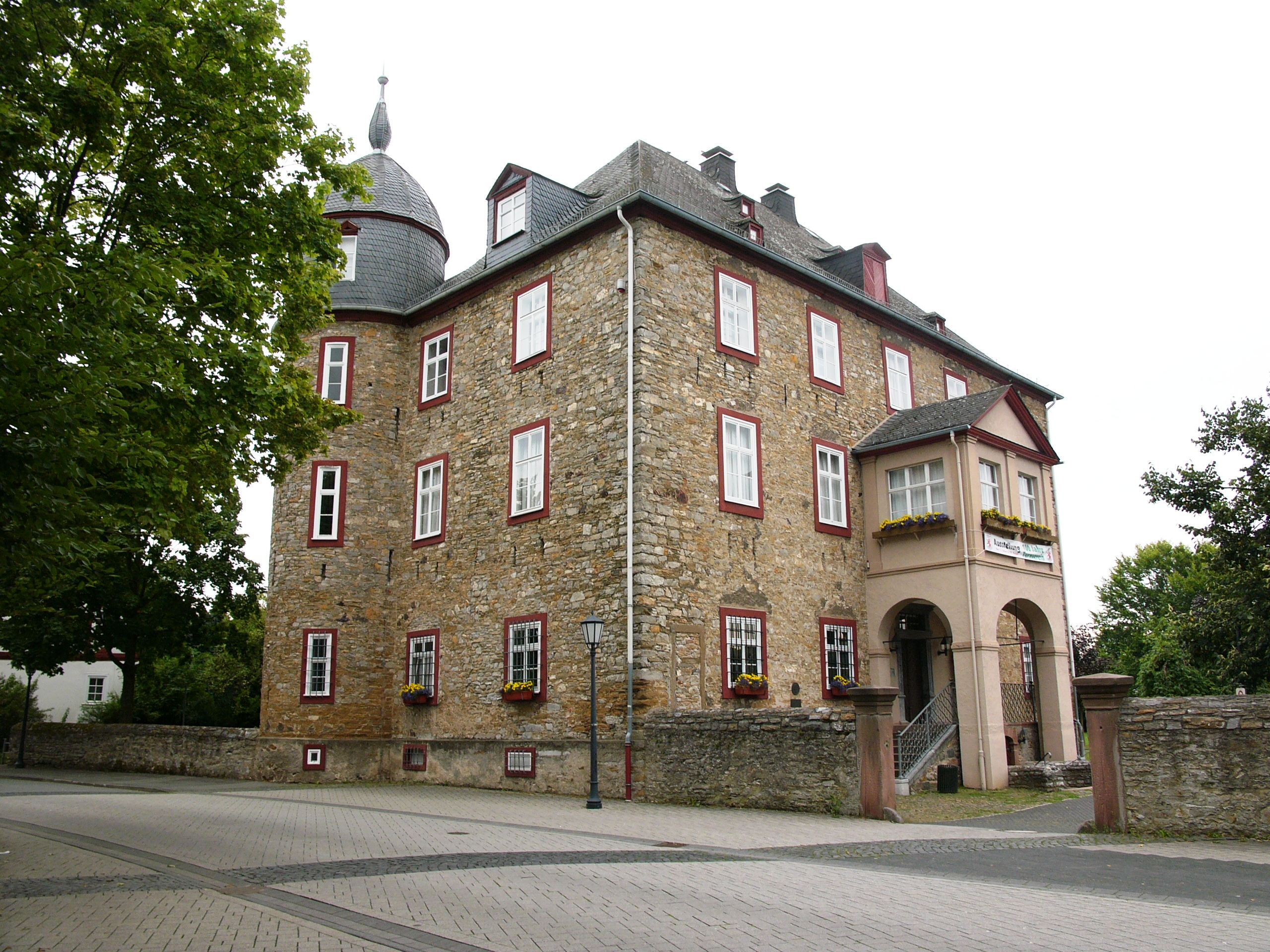
ヴェールドルフ城

### 建築
アスラーのマルクト広場近くの山の上にアスラーの福音教会がある。これはアスラーの印象的な建物の一つである。
ヴェールドルフ地区ではヴェールドルフ城が見所である。この城館は、1680年から1700年にゾルムス＝グラインフェンシュタイン伯によって建設された。この城は伯家の未亡人隠棲の城であり、夏の居城でもあった。

## 経済と社会資本

### 教育
アスラー市は市内に一般教養のための学校を3校有している。ヴェールドルフの児童は、第4学年以後通常は、アスラーのアレクサンダー＝フォン＝フンボルト＝シューレではなく、近くのエーリングスハウゼンの総合学校に進学する。これに対して、ヴェッツラー市に属すヘルマンシュタインの児童は通常アレクサンダー＝フォン＝フンボルト＝シューレに進学する。
初学年から第4学年まで:
- アスラー基礎課程学校
- ヴェールドルフ基礎課程学校

第5学年から第10学年まで
- アレクサンダー＝フォン＝フンボルト＝シューレ[15]

### 交通
アスラーは、アウトバーン A480号線（ヴェッツラー北/アスラー・インターチェンジ）経由でアウトバーン A45号線に接続している。さらにアスラーは連邦道 B277号線によってヴェッツラー/ディレンブルク方面に良好なアクセスを有している。
アスラーは、鉄道ディル線沿線に位置しており、アスラーとヴェールドルフの駅から乗降できる。アスラー近郊のヴェスターヴァルトの支脈の上にグライダー飛行場がある。

### 地元企業
アスラーは、従業員数約 2,300人の、上場されている真空技術製造業者プファイファー・ヴァキュームの本社所在地である。
ライン＝マイン地方の入り口に位置するアスラーは、魅力的な企業立地である。ここには、ソーラーシステムのコンサルタントおよびモジュールメーカーのファイブスターエナジー、ベデア・ベルケンホフ・ウント・ドレーベス（針金製品）、大型製パン業者モース、ホーヴェルト溶接技術、ブーデルス研磨技術、ゲルト・メディエン GmbH（書籍・音楽出版）、ベクル・ライツ GmbH（機械製造、施設工業）およびベルクハウゼン地区の製綱・製網業者マンフレート・フック GmbHがある。

### レジャー
レジャー施設としては、約80以上の文化サークルやスポーツクラブがあり、グリル場、遊歩道、太陽光温水プール「ラグーナ・アスラー」がある。市立ホール、各地区の公民館、多目的ホール（ベルクハウゼン）がアスラーの市区部に存在する。

### その他
- クライン・アルテンシュテッテン送信所